# Jamie Murphy
James „Jamie“ Murphy (* 28. August 1989 in Glasgow) ist ein schottischer Fußballspieler, der bei Ayr United unter Vertrag steht.

## Karriere

### Verein
Jamie Murphy begann im Kindesalter bei den Westwood Rovers und Drumchapel Thistle mit dem Fußballspielen. Bis zum Jahr 2002 setzte er seine Karriere im Juniorenbereich beim FC Clyde, und später beim FC Motherwell fort. Im Mai 2008 gab Murphy sein Profidebüt für den Verein aus Motherwell gegen Hibernian Edinburgh. Bis zum Januar 2013 verblieb er bei dem Verein und absolvierte 176 Ligaspiele. Er erzielte dabei 34 Tore. Größte Erfolge waren dabei das Erreichen des schottischen Pokalfinals 2011 (das gegen Celtic Glasgow verloren wurde) und die Vizemeisterschaft 2013. Er wechselte daraufhin zu Sheffield United. Beim englischen Drittligisten konnte er sich direkt einen Stammplatz in der Mannschaft von Danny Wilson und des späteren Trainers Nigel Clough sichern. Im August 2015 folgte ein Wechsel zum englischen Zweitligisten Brighton & Hove Albion. Mit dem Verein gelang ihm am Ende der Saison 2016/17 als Tabellenzweiter der Aufstieg in die Premier League. In der Hinrunde der folgenden Spielzeit kam er nicht zum Einsatz, sodass er im Januar 2018 bis zum Saisonende an die Glasgow Rangers in die Scottish Premiership verliehen wurde. Im Mai 2018 verpflichteten die Rangers Murphy fest von Brighton und statteten ihn mit einem Dreijahresvertrag aus. Im Januar 2020 wurde Murphy an den englischen Drittligisten Burton Albion verliehen, nachdem er nach seiner festen Verpflichtung nur viermal in der Scottish Premiership zum Einsatz gekommen war. Ab August 2020 wurde er weiter an Hibernian Edinburgh verliehen. Zur Saison 2021/22 wurde er dort fest verpflichtet, jedoch in der Winterpause im Januar 2022 bis Saisonende an Mansfield Town in die englische League Two verliehen.

### Nationalmannschaft
Jamie Murphy debütierte im September 2007 in der schottischen U19 gegen Island. Bis Ende Oktober desselben Jahres absolvierte er noch drei weitere Länderspiele in dieser Altersklasse gegen Moldawien, Aserbaidschan und die Ukraine. Fast genau ein Jahr nach seinem Debüt in der U19 bestritt er sein Premierenspiel in der U21 von Schottland gegen Dänemark. Bis zum Jahr 2010 absolvierte Murphy insgesamt 13 Spiele und erzielte vier Tore. Im März 2016 wurde der Offensivspieler von Gordon Strachan in den Kader der A-Nationalmannschaft berufen, kam aber beim Testspiel gegen Dänemark nicht zum Einsatz. Zwei Jahre später, im Jahr 2018 spielte er in zwei Länderspielen für Schottland. Sein Debüt gab er gegen Costa Rica am 23. März 2018.